# Melchior de Polignac
Melchior de Polignac (Lavoûte-sur-Loire, 11 ottobre 1661 – Parigi, 20 novembre 1741) è stato un cardinale, arcivescovo cattolico e diplomatico francese.

## Biografia
Nacque a Lavoûte-Sur-Loire l'11 ottobre 1661, figlio del visconte Louis-Armand III de Polignac (1608–1692) e di Jacqueline Grimoard de Beauvoir du Roure (1641–1721).
Fu ambasciatore francese in Polonia (dal 1693) ed a Roma (da 1724 al 1732). Ambasciatore francese a Roma promosse e finanziò (non senza un rendiconto personale) importanti scavi sull'Appia e in altre zone di Roma precedendo di poco i ritrovamenti di Pompei ed Ercolano, contribuendo alla riscoperta del mondo classico che sarà poi tema centrale della seconda parte del '700 con il neoclassicismo.
Durante il suo incarico come ambasciatore curò anche la costruzione della celebre "scalinata di Francia" in Piazza di Spagna (oggi conosciuta come scalinata di Trinità dei Monti dal nome della chiesa sovrastante che appunto appartiene da secoli alla comunità francese) e infatti il suo nome viene ricordato nella grande lapide a metà di essa.
Fu eletto nel 1704 membro dell'Accademia di Francia, al seggio che era stato di Bossuet.
Papa Clemente XI lo elevò al rango di cardinale nel concistoro del 30 gennaio 1713. Autore di un trattato teologico in latino chiamato "Anti Lucrezio. ovvero: di Dio e della Natura", pubblicato postumo e tradotto in lingua italiana nel 1767 dall'abate benedettino don Francesco Maria Ricci.
Partecipò al conclave del 1724 che elesse Benedetto XIII e a quello del 1730 che elesse Clemente XII.
Morì il 20 novembre 1741 all'età di 80 anni.

## Genealogia episcopale e successione apostolica
La genealogia episcopale è:
- Cardinale Scipione Rebiba
- Cardinale Giulio Antonio Santori
- Cardinale Girolamo Bernerio, O.P.
- Arcivescovo Galeazzo Sanvitale
- Cardinale Ludovico Ludovisi
- Cardinale Luigi Caetani
- Cardinale Ulderico Carpegna
- Cardinale Paluzzo Paluzzi Altieri degli Albertoni
- Papa Benedetto XIII
- Cardinale Melchior de Polignac

La successione apostolica è:
- Vescovo Hyacinthe Le Blanc, O.S.A. (1728)
- Vescovo Antoine-Joseph-Amable Feydeau, O.Carm. (1730)
- Vescovo François d'Andigné (1733)
- Arcivescovo Antoine-Pierre de Grammont (1735)
- Arcivescovo Jean-François de Chatillard de Montillet-Grenaud (1735)
- Vescovo François de Serret de Gaujac (1736)
- Arcivescovo Jacques-Bonne Gigault de Bellefonds (1736)
- Vescovo Louis-Marie de Suarès d'Aulan (1737)